# Rally Princesa de Asturias de 2019
El Rally Princesa de Asturias de 2019 oficialmente 56.º Rally Princesa de Asturias-Ciudad de Oviedo, fue la edición 56.ª, la séptima ronda del temporada 2019 del Campeonato de España de Rally, la quinta de la Iberian Rally Trophy y la sexta del Súper Campeonato de España de Rally. También fue puntuable para el campeonato de Asturias, la Copa Dacia Sandero, la N5 RMC Cup y la Copa Suzuki Swift.

## Itinerario
| Día   | Tramo | Nombre       | Distancia | Hora  | Ganador             | Tiempo  | Líder               |
| Día 1 |       |              |           |       |                     |         |                     |
| ----- | ----- | ------------ | --------- | ----- | ------------------- | ------- | ------------------- |
| Día 1 | TC1   | Morcín 1     | 14,16 km  | 13:59 | José Antonio Suárez | 7:37.8  | José Antonio Suárez |
| Día 1 | TC2   | Llanera 1    | 15,89 km  | 15:01 | José Antonio Suárez | 10:07.9 | José Antonio Suárez |
| Día 1 | TC3   | Morcín 2     | 14,16 km  | 17:20 | Iván Ares           | 7:34.1  | José Antonio Suárez |
| Día 1 | TC4   | Llanera 2    | 15,89 km  | 18:22 | José Antonio Suárez | 10:02.8 | José Antonio Suárez |
| Día 1 | TC5   | Oviedo       | 2,13 km   | 19:24 | Iván Ares           | 1:39.3  | José Antonio Suárez |
| Día 2 | TC6   | Siero 1      | 10,41 km  | 09:33 | José Antonio Suárez | 5:51.2  | José Antonio Suárez |
| Día 2 | TC7   | Nava 1 (TC+) | 15:45 km  | 10:17 | José Antonio Suárez | 9:25.1  | José Antonio Suárez |
| Día 2 | TC8   | Colunga 1    | 23:81 km  | 10:54 | José Antonio Suárez | 16:52.3 | José Antonio Suárez |
| Día 2 | TC9   | Siero 2      | 10,41 km  | 14:49 | José Antonio Suárez | 5:53.1  | José Antonio Suárez |
| Día 2 | TC10  | Nava 2       | 15,45 km  | 15:33 | José Antonio Suárez | 9:31.8  | José Antonio Suárez |
| Día 2 | TC11  | Colunga 2    | 23,81 km  | 16:10 | Jesús Puras         | 17:10.4 | José Antonio Suárez |

## Clasificación final
| Pos.                 | Piloto                   | Copiloto                 | Automóvil             | Tiempo    | Diferencia |
| General              | General                  | General                  | General               | General   | General    |
| -------------------- | ------------------------ | ------------------------ | --------------------- | --------- | ---------- |
| 1.                   | José Antonio Suárez      | Alberto Iglesias         | Škoda Fabia R5        | 1:41:52.8 | 0.0        |
| 2.                   | Surhayen Pernía          | Alba Sánchez             | Hyundai i20 R5        | 1:43:51.3 | +1:58.5    |
| 3.                   | Joan Vinyes              | Jordi Mercader           | Suzuki Swift Sport R+ | 1:45:53.5 | +4:00.7    |
| 4.                   | Roberto Blach jr.        | José Murado              | Citroën DS3 R5        | 1:46:41.6 | +4:48.8    |
| 5.                   | Álvaro Atanasio Iglesias | Rodrigo Sanjuan          | Ford Fiesta N5        | 1:48:09.1 | +6:16.3    |
| 6.                   | Ángel Paniceres          | Francisco Javier Álvarez | Kia Rio N5            | 1:49:26.3 | +7:33.5    |
| 7.                   | Alberto Monarri          | Alberto Chamorro         | Abarth 124 Rally RGT  | 1:50:19.9 | +8:27.1    |
| 8.                   | Alfredo De Dominicis     | Maurizio Barone          | Renault Clio N5       | 1:50:34.9 | +8:42.1    |
| 9.                   | Jesús Puras              | Juan Carlos Dorado       | Citroën C3 R5         | 1:50:52.6 | +8:59.8    |
| 10.                  | Juan Carlos Quintana     | Rogelio Peñate           | Citroën DS3 N5        | 1:52:40.6 | +10:47.8   |
| S-CER                |                          |                          |                       |           |            |
| 1.                   | Surhayen Pernía          | Alba Sánchez             | Hyundai i20 R5        | 1:43:51.3 | 0.0        |
| 2. (8.)              | Alfredo De Dominicis     | Maurizio Barone          | Renault Clio N5       | 1:50:34.9 | +6:43.6    |
| 3. (9.)              | Jesús Puras              | Juan Carlos Dorado       | Citroën C3 R5         | 1:50:52.6 | +7:01.3    |
| Iberian Rally Trophy |                          |                          |                       |           |            |
| 1.                   | José Antonio Suárez      | Alberto Iglesias         | Škoda Fabia R5        | 1:41:52.8 | 0.0        |
| 2.                   | Surhayen Pernía          | Alba Sánchez             | Hyundai i20 R5        | 1:43:51.3 | +1:58.5    |
| 3. (4.)              | Roberto Blach jr.        | José Murado              | Citroën DS3 R5        | 1:46:41.6 | +4:48.8    |
| Copa Suzuki Swift    |                          |                          |                       |           |            |
| 1. (12.)             | Óscar Sarabia            | Juan A. Dertiano         | Suzuki Swift Sport    | 1:55:45.4 | 0.0        |
| 2. (15.)             | Miguel García            | Laura Salvo              | Suzuki Swift Sport    | 1:57:02.2 | +1:16.8    |
| 3. (16.)             | Unai de La Dehesa        | Alain Peña               | Suzuki Swift Sport    | 1:58:00.0 | +2:14.6    |
| Copa Dacia Sandero   |                          |                          |                       |           |            |
| 1. (52.)             | Jonathan Álvarez         | María Elvira             | Dacia Sandero         | 2:13:52.8 | 0.0        |
| 2. (53.)             | Juan José López          | David Feito              | Dacia Sandero         | 2:14:03.4 | +10.6      |
| 3. (54.)             | David Quijada            | «Cuni»                   | Dacia Sandero         | 2:15:29.9 | +1:37.1    |